# Anelles

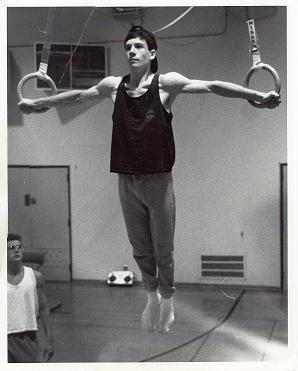
Gimnasta executant una creu de ferro

Les anelles són un aparell gimnàstic emprat en la gimnàstica artística.
Només és practicat en categoria masculina. És l'aparell gimnàstic que requereix més capacitat física. Les anelles pengen d'uns cables de filferro a uns 2,80 metres del terra, de manera que el gimnasta pugui restar penjat i amb capacitat de moure's i pivotar lliurement. Realitza una sèrie de rutines, estàtiques i en moviment, on es demostra equilibri, força, poder i moviments dinàmics tot evitant que les anelles el facin pivotar. Com a mínim és necessari realitzar un exercici estàtic de força, tot i que se'n poden incloure dos o tres. La rutina conclou amb una tombarella fins a terra.

## Dimensions
Les mesures de l'aparell són publicades per la Fédération Internationale de Gymnastique a l'opuscle Apparatus Norms.
- Punt de suspensió: 5,80 metres sobre el terra.
- Alçada de les anelles: 2,80 metres sobre el terra.
- Distància entre anelles: 50 cm
- Diàmetre interior de les anelles: 18 cm
- Diàmetre exterior de les anelles: 23,6 cm (gruix de l'anella 28 mm)

## Figures
- Palanca per darrera
- Palanca per davant
- Creus: Regular, Creu L, Olímpica, Azaryan, Invertida, de Malta, Victoriana.
- Seient L, Seient V
- Planxa

## Gimnastes especialistes en anelles
- Jury Chechi
- Albert Azaryan (Azarian)
- Jordan Jovtchev
- Yuri van Gelder
- Joaquim Blume